# Kamienica Franciszka Fischera w Łodzi
Kamienica Franciszka Fischera – kamienica znajdująca się w Łodzi przy ul. Piotrkowskiej 54. Kamienica została wpisana do rejestru zabytków nieruchomych województwa łódzkiego 29 października 1993 roku, z numerem A/341 oraz do Gminnej Ewidencji Zabytków miasta Łodzi, z numerem 975.

## Historia

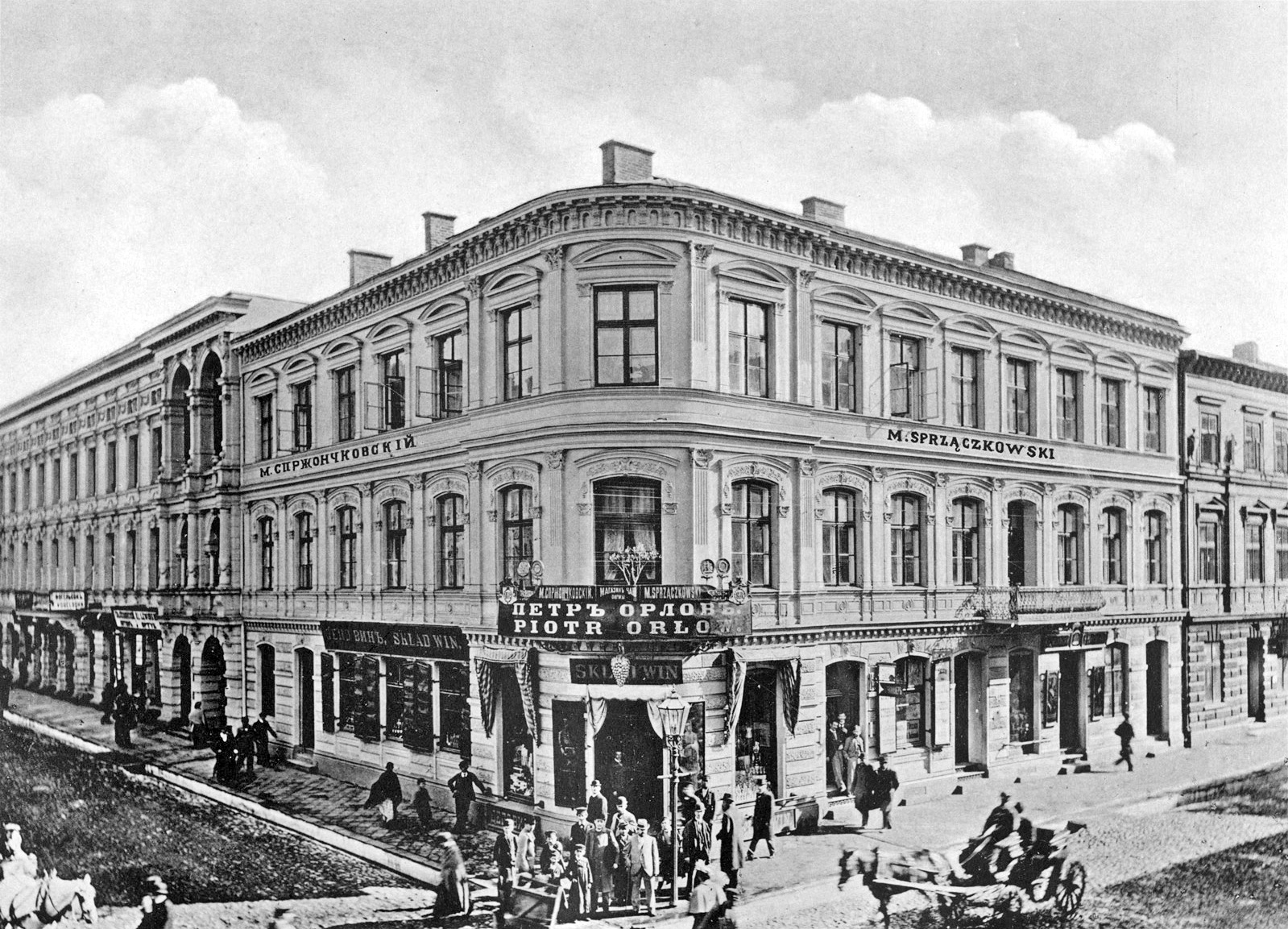
Kamienica na fotografii Bronisława Wilkoszewskiego z 1896 roku

W latach 40. XIX w. tkacz Franciszek Pitschmann wybudował na narożnej działce znajdującej się przy skrzyżowaniu Piotrkowskiej z ulicą Dzielną parterowy drewniany dom z murowaną przybudówką. Od lat 60. tego samego wieku właścicielami posesji byli Fischerowie. W 1876 roku, na zlecenie Franciszka Fischera (właściciela fabryki włókienniczej), w miejscu drewnianego domu wybudowano trzykondygnacyjną eklektyczną kamienicę. Autorem projektu był łódzki architekt Hilary Majewski.
Na przełomie XIX i XX w. w kamienicy znajdowało się dziewięć sklepów, m.in. skład wędlin rodziny Rassalskich, a od ok. 1900 roku delikatesy Maurycego Sprzączkowskiego (oferujące wina i towary kolonialne) oraz prowadzone również przez Sprzączkowskiego przedstawicielstwo handlowe składów herbaty „Piotra Orłowa”. W dwudziestoleciu międzywojennym w budynku istniał m.in. kantor fabryki włókienniczej należącej do Mozesa Klajmana. Kamienica należała do rodziny Fischerów co najmniej do połowy lat 20. XX wieku. Po II wojnie światowej kamienicę upaństwowiono, umieszczając w parterze budynku punkty handlowo–usługowe.
W 2015 roku podjęto decyzję o rewitalizacji budynku. Rok później, obok wymiany dachu i wzmocnienia stropów, odnowiona została elewacja frontowa wraz z odtworzeniem detali architektonicznych.

## Architektura
Trzykondygnacyjna kamienica została wybudowana w stylu eklektycznym z przewagą elementów renesansowych. Od ulicy Narutowicza fasada jest sześcioosiowa, a od ulicy Piotrkowskiej ośmioosiowa, obydwie są spięte jednoosiowym, zaokrąglonym narożnikiem z balkonem na drugiej i oknem na trzeciej kondygnacji. Parter kamienicy jest boniowany, ze zwornikami ozdobionymi rzeźbionymi głowami lwów. Okna wyższych kondygnacji ujęte są po bokach pilastrami, na pierwszym piętrze podtrzymują one łukowe nadproża ozdobione motywami roślinnymi (gałązkami i rozetami), a na drugim przyczółki zamknięte łukiem odcinkowym. Całość fasady wieńczy gzyms podkreślony fryzem arkadkowo-konsolowym. Wnętrza miały bogate sztukaterie.